# Toyota TS030 Hybrid
Toyota TS030 Hybrid — спортпрототип компанії Toyota, створений відповідно до регламенту Прототипів Ле Ману. Модель отримала гібридний привід з бензинового мотора V8 і електромотора і стала першим гібридним авто в історії чемпіонату світу на витривалість під егідою Міжнародної Автомобільної Федерації. Модель вперше стартувала 2012 у перегонах 24 години Ле-Мана, що стало поверненням команди Toyota після останнього старту Toyota GT-One 1999 і наступного зосередження ресурсів компанії на участі заводської команди Toyota Racing у чемпіонаті Формула-1 (2002–2009).
Модель отримала системи рекуперації енергії (KERS) рекуперативного гальмування для заряджання суперконденсаторів. Отримана додаткова потужність направляється на задні колеса і згідно з регламентом 2012 дозволено використовувати систему КЕРС на любій швидкості, але у моделі Audi R18 TDI з гібридним приводом потужність передавалась на передні колеса, де регламент лімітує мінімальну швидкість у 120 км/год.

## Історія

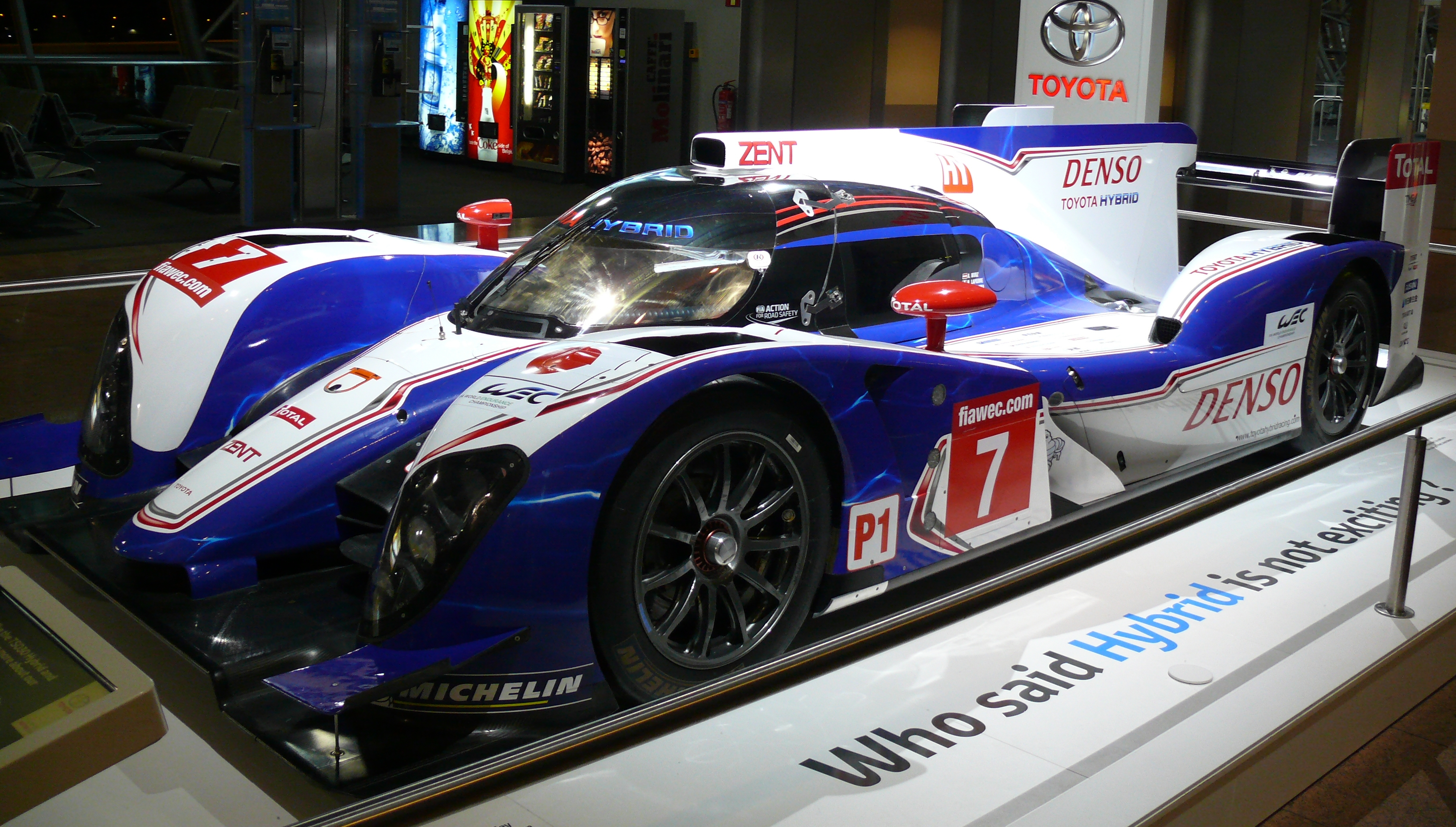
Toyota TS030 Hybrid. Ле Ман. 2012

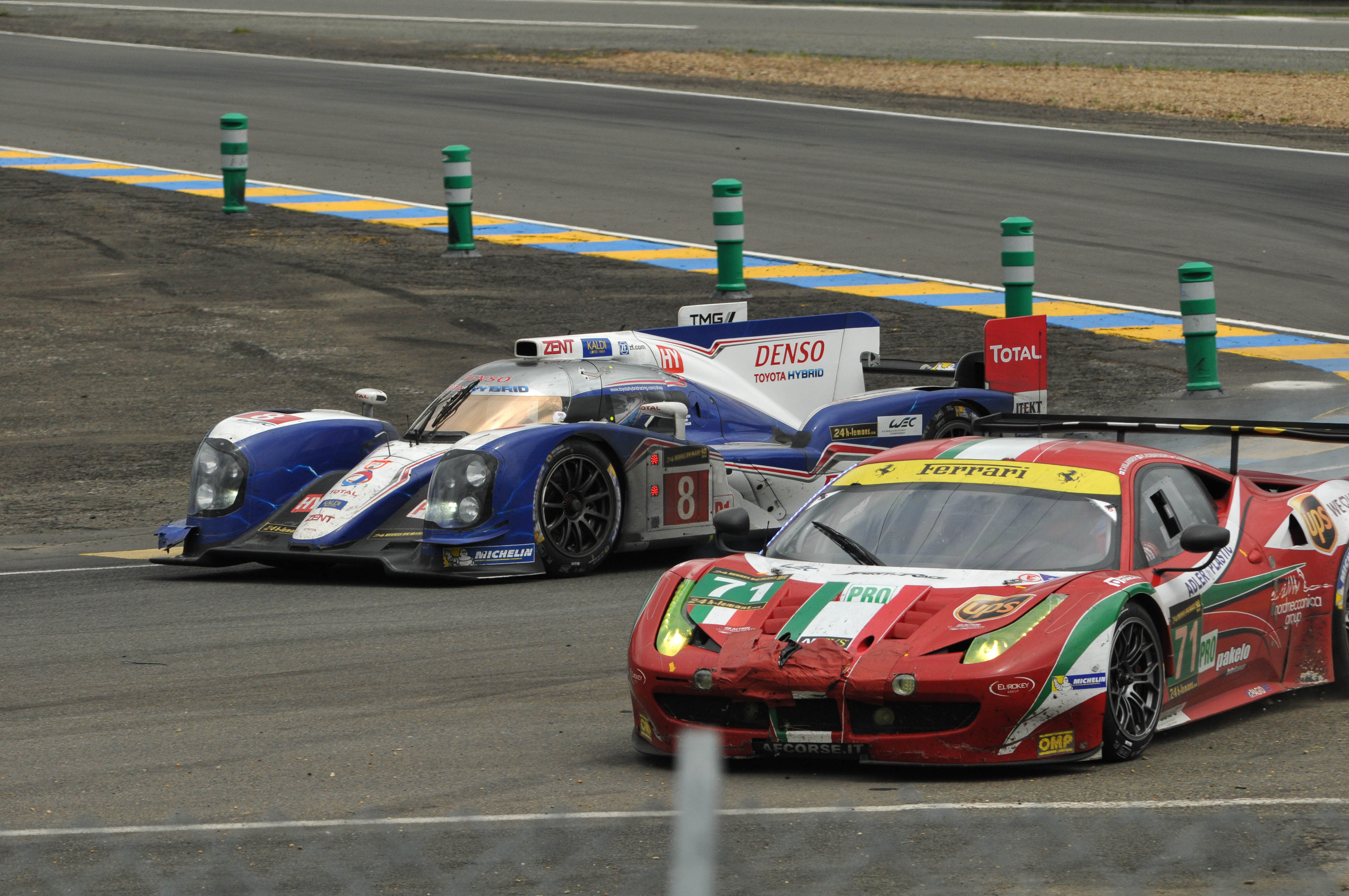
Toyota TS030 Hybrid та Ferrari. Ле Ман. 2013

Наприкінці 2011 компанія Toyota повідомила про намір повернення до чемпіонату з перегонів на виносливість, для чого розпочато проектування прототипу згідно з регламентом LMP1. Шасі розробили Кельні у підрозділі Toyota Motorsport GmbH (TMG), де розроблялись боліди Формули-1. Силовий блок розробили біля Сусоно у центрі розвитку Toyota — Higashi-Fuji Technical Center. Кузов типу монокок виготовили з композитних матеріалів. На колесах встановили дискові гальма з карбід кремнієвої кераміки.
Хоча у серійному виробництві Toyota використовували мотор V8 об'ємом 3400 см³, але було вирішено розрбити новий, що виявився на 20 кг легшим. Гібридна система TOYOTA HYBRID System — Racing (THS-R) не зберігала енергію в акумуляторі, а використовувала супер-конденсатор Nisshinbo, що полегшувало вагу, надавало більшу швидкість розрядки і зарядки з багатьма циклами без істотної втрати енергії. Конденсатори розмістили поруч центра ваги справа від сидіння водія. Мотор виробляє потужність 537 к.с. (395 кВт), а гібридна система додатково 305 к.с. (224 кВт).
У восьми перегонах 2012 дів машини Toyota TS030 Hybrid у двох не стартували, зайняли три перші, одно друге місця та зійшли з треку тричі. У восьми перегонах 2013 було 4 сходи з треку, три четверті, одне третє, три другі, два перші місця та одне 27 місце. Крім того вони здобули 6 поул-позишн, 4 найшвидші кола.
На Toyota TS030 Hybrid виступали швейцарець Себастьєн Буемі, британець Ентоні Девідсон, японець Накадзіма Кадзукі, австрієць Александр Вюрц, французи Ніколя Лап'єр та Стефан Сарразан.